# Нородом Нориндет
Преах Анг Mechas Нородо́м Нориндет (1906 — 1975) — камбоджийский политический деятель и дипломат, член королевского дома и принц Камбоджи. Известен как основатель Либеральной партии (Kanaq Sereipheap), — первой политической партии в Камбодже.

## Биография
Нориндет был внуком Нородома I. Получил образование в Парижском университете. Согласно конституции Камбоджи, любой представителей династий Нородома или Сисовата, являвшихся потомками короля Анг Дуонга, мог быть выбран в качестве короля страны, и после смерти в 1941 году Сисовата Монивонга, Нориндет, наряду с Сисоватом Мониретом и Нородомом Сурамаритом, стал одним из несколько основных кандидатов на престол. Тем не менее, французские власти в конечном итоге отдали предпочтение его 19-летнему племяннику — Нородому Сиануку, хотя Нориндет стал членом Регентского совета.
В 1946 году Нориндет создал Либеральную партию, первоначально известную как Партия Конституционалистов. Это была первая в истории страны политическая партия. Либералы занимали профранцузскую позицию и выступали за постепенный подход к самоуправлению, опираясь сильные связи с Францией: Нориндет надеялся заполучить гарантированную поддержку элиты, антикоммунистов и чамов, национального меньшинства страны. В отличие от своих основных оппонентов, выступавших за полную независимость Камбоджи (в частности Демократической партии, которую возглавляли Аю Кёус и принц Сисоват Ютевонг), либералы в большой степени финансировались французскими властями, которые негласно поддерживали их с целью укрепления своего влияния в стране. Нориндет проводил у себя дома партийные собрания, что по мнению некоторых наблюдателей, служило доказательством того, что принц «не имел ни малейшего представления о политике».
На первых порах Демократическая партия имела определённый электоральный успех и в течение нескольких лет была наиболее популярной в стране партией. В 1950 году её лидер — Аю Кёус — был убит одним из представителей окружения Нориндета. Нориндет бежал в Париж, так был связан с убийцей. Однако либералам удалось усилить влияние в Ассамблее из-за дезорганизации демократов. Нориндет вернулся в страну в 1951 году, вышел из своей партии, а в 1955 году вступил в возглавляемое Сиануком Народное социалистическое сообщество (Сангкум). В том же году он стал первым постоянным делегатом ЮНЕСКО от Камбоджи. В 1960 году он был последовательно назначен послом в Югославии (1961—63) и Бирме (1964—67).
Нориндет, как и многие другие представители королевского дома, был убит вскоре после прихода к власти «красных кхмеров» в апреле 1975 года.